# Luis Oyarzún
Luis Oyarzún Peña (Santa Cruz, 14 de noviembre de 1920 - Valdivia, 26 de noviembre de 1972) fue un escritor, poeta y profesor chileno, miembro de número de la Academia Chilena de la Lengua.

## Biografía
Fue alumno del Internado Nacional Barros Arana, donde conoció a Nicanor Parra y Jorge Millas, quienes eran allí inspectores y que se convirtieron en sus amigos. Terminada la enseñanza secundaria, ingresó en la Universidad de Chile, donde estudió simultáneamente las carreras de Derecho y Filosofía. Más tarde, se especializará en Estética e historia del arte en Londres. Parra le pondría el apodo de "el Pequeño Larousse Ilustrado debido a su vasto conocimiento en las más variadas materias artísticas, botánicas, literarias o pictóricas".
Su primer libro —la novela La infancia—, lo publica en 1940 (lo había terminado dos años antes, a los 18), el mismo año en que gana el premio de la Sociedad de Escritores para poemas inéditos por su colección de poemas en prosa Las murallas del sueño. En vida alcanzaría a publicar tres volúmenes de prosa poética —Las murallas del sueño (1940), Poemas en prosa (1943) y Ver (1952)— y dos de poesía —Mediodía (1958) y Alrededor (1963)— además de ensayos.
En 1955 asumió como presidente de la Sociedad de Escritores y cuatro años más se convirtió en decano de la Facultad de Artes de su alma máter. Ese mismo 1958 aparece su poemario Mediodía, por el que al año siguiente recibe el Premio Municipal de Literatura de Santiago.
En 1965 fue elegido miembro de número de la Academia Chilena de la Lengua, donde ocupó el sillón Nº17.
A su regreso a Chile después de haber sido durante dos años agregado cultural del gobierno de Chile ante las Naciones Unidas en Nueva York, Oyarzún llega a Valdivia en 1971 para hacerse cargo del departamento de Extensión Cultural y como profesor de Estética de la Universidad Austral. Allí se convierte en un personaje cercano a Trilce del poeta Omar Lara. A su muerte, esta revista de poesía dará el nombre de Luiz Oyarzún al premio que instituyó. Oyarzún había formado parte del primer concurso, junto con Lara, Enrique Lihn, Grínor Rojo y Waldo Rojas.
A lo largo de su vida, Oyarzún escribió también numerosos artículos, críticas, y reseñas publicadas en diarios y revistas chilenas como Pro Arte o La Nación, mucho de los cuales fueron reunidos y publicados en el libro póstumo Taken for a ride. Escritura de paso (2006).
Viajero infatigable, Oyarzún recorrió "Chile minuciosamente (incluyendo la isla de Pascua), América Latina, Estados Unidos, Europa, Asia, parte de África".
El profesor Santiago Aránguiz Pinto dice que "Oyarzún contemplaba la vida con el asombro de quien se acerca a ella con la ingenuidad que otorga la mirada refrescante de la niñez, para luego extraer de allí la savia necesaria de la cual se nutría para soportar la pesada carga de la realidad cotidiana, muchas veces sobrepasado por el trabajo burocrático que le impedía dedicarse a leer y escribir tal como a él le hubiese gustado. Pese a haber ejercido como profesor y decano de la Facultad de Bellas Artes de la Universidad de Chile, demandándole una gran cantidad de tiempo para preparar clases y dedicarse a los asuntos administrativos, Oyarzún nunca dejó de escribir. Escribir era para él la única manera que tenía de conectarse con las fibras más profundas de su alma; a través de la escritura se reconocía a sí mismo y podía reconocer al mismo tiempo su lugar en el mundo, en el mundo real y en el mundo literario".
Luis Oyarzún, miembro de la generación literaria de 1938 y de la de 1950, murió en Valdivia en el año 1972 a causa de una hemorragia interna. Sobre las circunstancias de su muerte, su hermano Fernando recuerda: "Por recomendación médica -padecía de diabetes- Luis mantuvo abstinencia de consumo de alcohol. Tuvo que viajar a Santiago, pues le correspondía hacer el discurso de recepción a la Academia de la Lengua del filósofo Juan de Dios Vial Larraín. En esa ocasión se encontró, accidentalmente, en Santiago con Enrique Castro Cid, este gran pintor que había sido su alumno y que vivía en España por esa época. El encuentro ameritaba celebrarse, y fue el quiebre en la abstinencia de alcohol y el camino a la destrucción de Luis. Volvió de Santiago con una hemorragia que pasó desapercibida, y desencadenó un infarto cardíaco que precipitó su muerte". Fue sepultado en el Cementerio General de Santiago y el epitafio que hay en la tumba fue sacado de una libreta suya: "Los Dioses se durmieron contigo, con ellos y conmigo".

## Reconocimientos
- El edificio donde hoy funciona la Dirección de Vinculación con el Medio de la Universidad Austral de Chile, de la que el escritor fue director, ubicado en la calle Yungay 800, de Valdivia, y donde transcurren exposiciones y otros actos culturales, lleva hoy el nombre de Casa Luis Oyarzún.[8]
- Toma su nombre la biblioteca de la Facultad de Artes de la Universidad de Chile, en su sede Las Encinas, al interior del Campus Juan Gómez Millas.
- En su ciudad natal, Santa Cruz, la Escuela D-104, ubicada en la calle José Toribio Medina Nº29, lleva su nombre.[9]
- En 2011, el profesor Roberto Hozven publicó en la editorial Catalonia una extensa investigación de la obra de Oyarzún, que tituló Escritura de alta tensión.
- En 2020 se reedito a cien años de su nacimiento (1920), su libro "Defensa de la Tierra". Por Ediciones UACh, en la categoría: Colección Patrimonio Institucional. En la portada se presenta el árbol de Tulípero (Liriodendron tulipifera), rescatado de su tala por Luis Oyarzún.
- En el centro de la ciudad de Valdivia, cerca de la Plaza de la República se ubica un monumental árbol que se conoce como "El Tulípero de don Luis Oyarzún", de la especie (Liriodendron tulipifera).[10] Este ejemplar fue salvado de su tala por el poeta en el año 1972, cuando nadie le acompañó en su lucha salvadora. Después de la muerte de L. Oyarzún, pusieron una placa en el árbol dejando constancia de la defensa que Luis había hecho. La iniciativa de la placa fue obra de la Municipalidad y la Facultad de Bellas Artes (UACh). La placa se la robaron, fue restablecida en el 2015, y nuevamente vandalizada, en la actualidad no ha sido restablecida.[11]

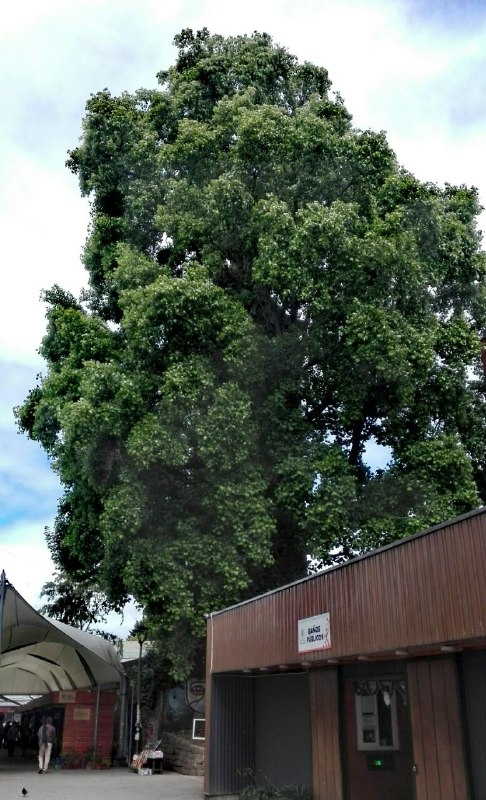
Vista del Tulipero de L. Oyarzún en la paseo peatonal Camilo Henríquez.

## Premios
- Premio de la Sociedad de Escritores 1940 para poemas inéditos por Las murallas del sueño
- Premio Municipal de Literatura de Santiago 1959, categoría Poesía, por Mediodía[3]
- Premio Municipal de Literatura de Santiago 1965, categoría Ensayo, por Diario íntimo[3]
- Premio Municipal de Literatura de Santiago 1996, en género de Ensayo por Diario íntimo, premio (Póstumo).

## Obras
- La infancia, novela, 1940.
- Las murallas del sueño, prosa poética, 1940.
- Poemas en prosa, prosa poética, 1943.
- Ver, prosa poética, 1952.
- El pensamiento de Lastarria, ensayo, 1954.
- Los días ocultos, prosa, 1955.
- Mediodía, poesía, Colección Extremo Sur, 1958.
- Diario de Oriente, 1960. Ediciones UACh, 2016
- Mudanzas del tiempo, prosa, 1962.
- Alrededor, poesía, El Viento en la Llama, 1963.
- Leonardo da Vinci y otros ensayos, 1964.
- Temas de la cultura chilena, Editorial Universitaria, 1967. Ediciones UACh, 2016. Contiene 13 ensayos:
  - Resumen de Chile; Gabriela Mistral en su poesía, El sentimiento americano en Gabriela Mistral, Gabriela Mistral, poesía perenne, Dos discursos en honor de Gabriela Mistral; El oro de California y la vida chilena, Pérez Rosales y la primera generación chilena, Lo que no se dijo - Teresa Wilms; El sentimiento de lo humano en América, Poesía y sociedad en la América Latina, Sociedad y naturaleza en nuestra literatura; Crónica de una generación e Incorporación académica
- Defensa de la Tierra, ensayo, 1973 Ediciones UACh, 2020; prólogo de Jorge Millas.
- Meditaciones estéticas, Editorial Universitaria, 1981; compilación y prólogo de Juan Omar Cofré. Contiene 14 ensayos:
  - Ideas sobre el arte contemporáneo, Arte moderno y trascendencia, Arte moderno: presentimientos y preguntas, Arte moderno: expresión y forma, La experiencia estética como expresión y creación de formas, Sobre experiencia estética,  Sobre libertad y contempación, Reflexiones de un escritor, Romanticismo, La idea de la inspiración en Bergson, Max Scheler y la idea del sacrificio, El asombro existencial en la literatura de Edgar Allan Poe, Tema del salvaje en el arte medioeval y Arte y humanidades
- Tierra de hojas, poesía, LAR, 1987.
- Diario, LAR, 1990; edición y prólogo de Leonidas Morales.
- Diario íntimo, Universidad de Chile, 1995; edición y prólogo de Leonidas Morales.
- Epistolario familiar, LOM, 2000; selección de Tomás Harris, Claudia Tapia Roi y Pedro Pablo Zegers; prólogo de Alfonso Calderón.
- Prosa poética, RIL, 2002; recopilación y prólogo de Pedro Pablo Zegers.
- Necesidad del arcoiris. Poesía selecta, LOM, 2002; prólogo y compilación de Tomás Harris y Pedro Pablo Zegers.
- Taken for a ride. Escritura de paso, RIL, 2006; compilación y prólogo de Tomás Harris, Daniela Schutte, y Pedro Pablo Zegers.

### En antologías
- 8 nuevos poetas chilenos, 1939.